# Maresquel-Ecquemicourt
Maresquel-Ecquemicourt (Aussprache [maʁɛsˈkɛl ɛkmiˈkuʁ]) ist eine französische Gemeinde mit 1054 Einwohnern (Stand: 1. Januar 2022) im Département Pas-de-Calais in der Region Hauts-de-France (vor 2016 Nord-Pas-de-Calais). Sie gehört zum Arrondissement Montreuil und ist Mitglied im Gemeindeverband Communauté de communes des 7 Vallées. Die Einwohner werden Maresquellois und Maresquelloises genannt.
Nachbargemeinden von Maresquel-Ecquemicourt sind Beaurainville im Nordwesten, Contes im Nordosten, Campagne-lès-Hesdin im Südwesten, Gouy-Saint-André im Süden sowie Aubin-Saint-Vaast im Südosten.

## Bevölkerungsentwicklung
| Jahr      | 1962 | 1968 | 1975 | 1982 | 1990 | 1999 | 2007 | 2014 |
| Einwohner | 848  | 934  | 1005 | 1037 | 900  | 847  | 853  | 971  |

## Sehenswürdigkeiten
- Kirche Saint-Pierre
- Kriegerdenkmal